# Émile Gaboriau

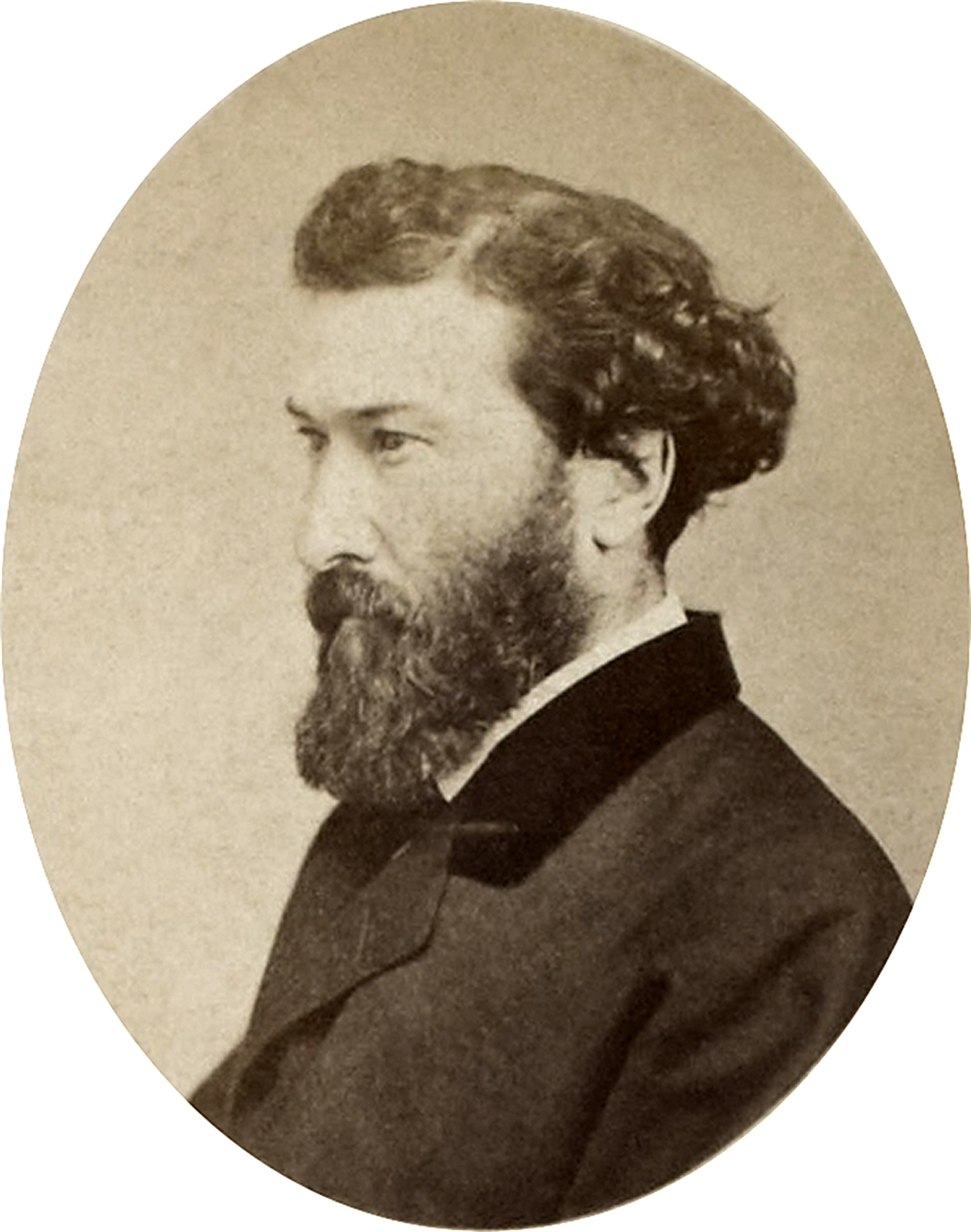
Émile Gaboriau

Étienne Émile Gaboriau (* 9. November 1832 in Saujon, heute Département Charente-Maritime; † 28. September 1873 in Paris) war ein französischer Schriftsteller. Er war der Erfinder des Polizeiromans und ein Vorreiter des Detektivromans. Seine Hauptfigur Inspektor Lecoq gilt als Vorgänger von Georges Simenons Kommissar Maigret und von Arthur Conan Doyles berühmtem Detektiv Sherlock Holmes.

## Leben
Gaboriau hat verschiedene Berufe ausgeübt: Mitarbeiter eines Rechtsanwalts, Husar in Afrika. Zunächst ging er eine Verpflichtung für sieben Jahre bei der Armee ein, kündigte jedoch schon nach kurzer Zeit wieder den Vertrag, um nach Paris zurückzukehren, wo er sich seinen Lebensunterhalt mit dem Verfassen von Chroniken verdiente. Später, als Sekretär von Paul Féval, entdeckte er den Journalismus.

## Literarisches Schaffen
Gaboriaus erster Roman „Die Affäre Lerouge“ fand eine große Resonanz. In dem Buch trat Lecoq erstmals auf, zunächst als Sicherheitsagent, um später zum berühmten Inspektor aufzusteigen. Diese Figur ist modellhaft für den genialen Detektiv, der sämtliche Rätsel dank eines unbestechlichen Verstands über logische Schlussfolgerungen zu lösen vermag. Im Gegensatz zu Sherlock Holmes beruhen die Ermittlungen von Lecoq auf realistischeren Gegebenheiten und auf den neuesten Erkenntnissen der Epoche im Bereich der kriminalistischen Forschung. Die Figur des Lecoq basierte auf der Person von Eugène François Vidocq (1775–1857), der zu Lebzeiten sowohl Dieb als auch Polizist (Polizeichef von Paris) gewesen war und der in seinen Memoiren Fakten und Fiktion miteinander vermischt.
Zunächst als Fortsetzungsroman 1863 in der Tageszeitung „Le Pays“ veröffentlicht, erregte Gaboriaus Roman „Die Affäre Lerouge“ kaum Aufmerksamkeit, doch als er 1866 erneut in der Tageszeitung „Le Soleil“ abgedruckt wurde, fand er immensen Anklang. Nach diesem Erfolg arbeitete Gaboriau am Feuilleton der Zeitung Le Petit Journal mit. 1872 inszenierte er in Zusammenarbeit mit Jules Émile Baptiste Holstein auf der Grundlage dieses Romans ein Theaterstück.
Gaboriaus Kriminalromane spinnen sich um soziale Spannungen und politische Intrigen. Die Milieubeschreibungen in den Romanen sind denen „naturalistischer“ Werke nachempfunden. Auch in dieser Beziehung bleibt sein Einfluss auf den französischen Kriminalroman nicht ohne Bedeutung.

## Werke (Auswahl)
- Die Affäre Lerouge. Ein Kriminalroman („L'affaire Lerouge“). Insel-Verlag, Frankfurt/M. 2004, ISBN 3-458-34771-2 (frühere Titel Der Fall Lerouge bzw. Die Witwe Lerouge).
- Akte 113. Kriminalroman („Le Dossier N° 113“). Verlag das neue Leben, Berlin 1989, ISBN 3-360-00236-9 (Neuaufl d. Ausg. Leipzig 1900).
- Anderer Leute Geld. Kriminalroman („L'Argent des autres“). Ensslin & Laiblin, Reutlingen 1910.
- La Clique dorée. Edition Dentu, Paris 1872.
- Les Esclaves de Paris. Édition Manucius, Paris 2006 (2 Bde.).

1. Le chantage. ISBN 2-84578-053-2.
2. Le secret de Paris. ISBN 978-2-84578-057-6.

- Höllenleben. Roman („La Vie infernale“). Verlag Ritter, Berlin 1871 (früherer Titel Das Leben als Hölle).
- Inspektor Lecoq. Ein klassischer Kriminalroman („Monsieur Lecoq“). Heyne Verlag, München 1985, ISBN 3-453-10733-0 (früherer Titel Detektiv Lecoq). / (Bearbeitete Ausgabe:) Emile Gaboriau. Monsieur Lecoq. Kriminalroman. Einer alten Übersetzung nacherzählt und mit einem Nachwort versehen von Alice Berger. Das Neue Berlin, Berlin (DDR) 1982.
- Le petit vieux des Batignolles. Édition Levi, Paris 1991, ISBN 2-86746-070-0 (postum veröffentlicht).
- Der Strick um den Hals. Roman („La Corde au Cou“). Rowohlt, Reinbek 1992, ISBN 3-499-40094-4 (früherer Titel Die tugendhafte Gräfin oder Der Strick um den Hals).
- Das Verbrechen von Orcival. Kriminalroman („Le crime d’Orcival“). Verlag das neue Berlin, Berlin 1990, ISBN 3-360-00298-9 (Neuaufl. d. Ausg. Zürich 1942).

## Verfilmungen
- Claude Chabrol (Regie): Le petit vieux des Batignolles. 2009.
- Wilhelm Semmelroth (Regie): Die Affäre Lerouge. WDR 1976 (2 Teile nach dem gleichnamigen Roman; mit René Deltgen, Günter Strack u. a.).
- Wilhelm Semmelroth (Regie): Der Strick um den Hals. WDR 1974 (3 Teile nach dem gleichnamigen Roman; mit Erika Pluhar, Dieter Borsche u. a.)
- Maurice Tourneur (Regie): Monsieur Lecoq. 1914 (nach dem gleichnamigen Roman; mit Harry Baur, Maurice de Féraudy u. a.).